# 浚宁王
浚宁王，中国古代封爵之一。

## 元朝
封地不详，为金印驼纽王。
- 伯颜，伯颜是元朝后期的权臣，被封为王。至顺二年（1331年）七月戊戌，封浚宁王，元统元年十一月二十一日，改封秦王。